# Culture de Hanshu
La culture de Hanshu (汉书文化) est une culture de l'Âge du bronze du nord-est de la Chine, dans la plaine des rivières Songhua et Nen. Elle est divisée en deux phases : le Hanshu ancien (Hanshu I) et le Hanshu tardif (Hanshu II). 

## Historique
La culture de Hanshu tire son nom du site archéologique de Hanshu, qui est situé sur une colline au-dessus du lac Yueliangpao à Da'an, dans la province de Jilin. Ce site est inscrit dans la liste des sites historiques et culturels majeurs protégés au niveau national (Jilin) (5-26) depuis 2001. 

## Description
Le Hanshu II présente des maisons carrées d'environ 7 m de côté et semi-enterrées avec de nombreuses fosses d'entreposage. La céramique est brun-rouge et le décor est peint avant la cuisson.